# Rotylenchoides affinis
Rotylenchoides affinis är en art av rundmask som tillhör släktet Rotylenchoides och familjen Hoplolaimidae. Inga underarter finns listade i Catalogue of Life.

## Taxonomi
Den taxonomiska indelningen av Rotylenchoides affinis är följande:
- Rike: Animalia
- Fylum: Nematoda
- Klass: Secernentea
- Familj: Hoplolaimidae
- Släkte: Rotylenchoides
- Art: Rotylenchoides affinis

Arten beskrevs först av Författarens namn år år och ingår i den stora gruppen av nematoder, som är små rundmaskar kända för sina parasitära vanor. Denna art är en av många inom släktet Rotylenchoides och har studerats för sina ekologiska och agronomiska betydelser.

## Beskrivning
Rotylenchoides affinis är en mikroskopisk rundmask som tillhör familjen Hoplolaimidae, känd för att påverka växter genom parasitism. Dessa nematoder är ofta kopplade till växtsjukdomar och kan orsaka skador på rötter genom att de tränger in i växtvävnader och utvinner näring.

## Livscykel
Livscykeln för Rotylenchoides affinis består av flera stadier:
1. **Ägg**: Äggen läggs på eller i närheten av växternas rötter, där de senare kläcks.
2. **Larver**: Efter kläckning tränger de unga larverna in i växtens rötter, där de börjar suga vätska och orsakar vävnadsskador.
3. **Vuxna maskar**: När nematoderna växer till vuxna maskar, kan de reproducera sig och sprida sig vidare, vilket leder till nya infektioner av växterna.

## Ekologisk betydelse
Rotylenchoides affinis är en parasit som påverkar växter genom att orsaka skador på deras rötter. Även om denna art inte är en av de mest skadliga nematoderna, kan den bidra till minskad växttillväxt och i vissa fall påverka jordbruket genom att minska avkastningen av vissa grödor. Forskning på denna art har också gett insikter om hur olika nematoder interagerar med växter och andra organismer i ekosystemet.

## Spridning
Denna art finns i många olika typer av jordmiljöer, inklusive åkermark och trädgårdar där värdväxter finns. Spridningen sker oftast genom jord, växtmaterial eller mekaniskt vid hantering av infekterade växter. Den är vanlig i tempererade klimat och har observerats i flera olika länder, där den kan påverka en rad olika växtarter.

## Kontroll och Bekämpning
För att kontrollera spridningen av Rotylenchoides affinis används ofta metoder som inkluderar:
- **Jordbearbetning**: Genom att bearbeta jorden och störa nematodernas livsmiljö kan deras populationer minskas.
- **Biologisk kontroll**: Användning av naturliga fiender, såsom predatorer av nematoder eller konkurrerande mikroorganismer, kan hjälpa till att minska skadeverkan.
- **Kemiska bekämpningsmedel**: I vissa fall kan specifika nematodicider användas för att behandla infekterade områden, men detta är oftast en sista utväg.